# 真對友樹也
真對友樹也（日语：／ Matsui Yukiya，5月8日—）是出身於日本東京都的男性聲優。YU-RIN PRO所属。

## 人物
興趣是彈鋼琴、彈貝斯和唱歌。特長是打網球。擁有日商簿記檢定的3級資格。

## 演出作品
※粗體字為主要角色。

### 電視動畫
2016年
- 野球少年（審判）

2017年
- 飆速宅男 NEW GENERATION（觀眾）

2018年
- 龍族拼圖（2018年 - 2022年、客人、工作人員、TV声、助手）
- 能繼續奔跑下去真是太好了。（學生1〈男〉）

2020年
- 達爾文遊戲（EIGHTH成員B）
- Re:從零開始的異世界生活（村民）
- 魔女之旅（狗）

2021年
- 現實主義勇者的王國重建記（禁軍兵）
- IDOLiSH7 Third BEAT!（記者B）
- Platinum End（天使A）
- 無職轉生～到了異世界就拿出真本事～（男團員D）
- 月與萊卡與吸血公主（管制官C）
- 境界戰機（北美軍士兵）
- 卡片戰鬥!! 先導者 overDress（2021年 - 2022年、男、前田）

2022年
- 擅長捉弄人的高木同學3（男性B）
- 食鏽末世錄（政府軍人A）
- 秘密內幕～女警的反擊～（刑事）
- 在地下城尋求邂逅是否搞錯了什麼IV 新章 迷宮篇（阿雷克）
- 忍之一時（甲賀忍者2、甲賀2）
- 機動戰士GUNDAM 水星的魔女（聽證官）
- 後宮之烏（書肆男）
- 我想成為影之強者！（2022年 - 2023年、學生、吸血鬼）
- 月野藝能事務所（室户裕也）

2023年
- 不相信人類的冒險者們好像要去拯救世界（醉漢）
- 魔術士歐菲 流浪之旅 阿邦拉瑪篇（招待員）
- 呆萌酷男孩（男高中生）
- 不要欺負我，長瀞同學 2nd Attack
- 阿魯斯的巨獸
- Opus.COLORs 色彩高校星（學生）
- 獻祭公主與獸王（廚師A）
- Dr.STONE NEW WORLD（少年、戰士）
- 黃金神威（士兵）
- 堀與宮村 piece（男學生B）
- 七魔劍支配天下（男學生C）
- Lv1魔王與獨居廢勇者（觀眾B）
- 名偵探柯南（警官）
- 打工吧！魔王大人（八巾兵、天兵連隊）
- SHY（哈特雷斯）
- 競速 OVERTAKE!（魚店店主、商店街的人）
- 家裡蹲吸血姬的鬱悶（第七部隊員D）
- Paradox Live THE ANIMATION（不良、警備員）

2024年
- 公主殿下，“拷问”的时间到了（士兵）
- 非自願的不死冒險者（考生、公會職員）
- WIND BREAKER—防風少年—（柳田慈圓[3]）
- 關於我轉生變成史萊姆這檔事（貴族2、哥布裘）
- 從Lv2開始開外掛的前勇者候補過著悠哉異世界生活（士兵）
- 黑執事 寄宿學校篇（學生）
- 格斗实况（男性）
- 花野井同學與戀愛病（前輩）
- 2.5次元的誘惑（攝影師B）
- 異世界自殺突擊隊（士兵）
- 一兆＄遊戲（2024年 - 2025年、資料庫工程師）
- 香格里拉·開拓異境～糞作獵手挑戰神作～（2024年 - 2025年、SF-Zoo盾隊A、便利商店店員）

2025年
- SAKAMOTO DAYS 坂本日常（男）
- 完美到難以接近的聖女遭到解除婚約後被賣到鄰國（商人）

### 劇場版動畫
2018年
- FLCL Progressive（渡）

2022年
- 關於我轉生變成史萊姆這檔事劇場版 紅蓮之絆篇（將軍B）

2024年
- Code Geass 奪回的Rozé（新布里塔尼亞兵）

### 網路動畫
- ULTRAMAN Final（2023年，山中主播）
- 境界戰機 極鋼之裝鬼（2023年，戰友）

### 電子遊戲
2015年
- Guardians Violation

2017年
- 照相怪獸（ナガイ）

2018年
- 英雄傳說 零之軌跡 Evolution
- 戰國X（吉川元春、織田信忠、磯野員昌、上杉景虎）
- 寶可夢Ga-Olé（旅人のソウイチロウ）

2019年
- 怪物彈珠（2019年 - 2023年、網乾左母二郎[4]、幕末Resurrection〈高杉晋作〉[5]、哈納坎·麥基利[6]、烏魯斯拉格納[7]）

2020年
- 碧藍幻想（2020年 - 2024年）
- 謀りの姫（南少仲、郭嘉、真田幸村、霍去病）
- Re;quartz零度（イチミヤ枢機卿）

2022年
- 信长之野望·新生（豪傑男、上品男）
- 無期迷途（男局長）
- 審判之逝：湮滅的記憶（幽鬼 / 村崎彈）
- 幻獸契約Cryptract（バイロン）

2023年
- 逆轉奧賽羅尼亞（イブキ）
- Archeland（ニコラス）
- 探靈直播2
- 碧藍幻想Versus（ゴブリン、逃亡者）

2024年
- 碧藍幻想Relink
- Final Fantasy VII 重生
- モンソニ!（2024年 - 2025年、高杉晋作[8]）
- 昊緣（修羅王[9]）
- 鋼嵐 - メタルストーム（カイ・ニューマン）

2025年
- 戰雙帕彌什（馮·內古特[10]）

## 外部連結
- YU-RIN PRO 的個人資料，存于
- 真對友樹也的X（前Twitter）